# کورت لایفت
کورت لایفت (آلمانی: Kurt Leucht؛ ۳۱ مارس ۱۹۰۳ – ۲ نوامبر ۱۹۷۴ (۷۱ سال)) ورزشکار رشته کشتی فرنگی اهل آلمان بود.
وی در مسابقات کشوری و بین‌المللی در مجموع برندهٔ ۱ مدال طلا، ۱ مدال نقره شده‌است.
وی در بازی‌های المپیک تابستانی ۱۹۲۸ در خروس‌وزن کشتی فرنگی به مدال طلا دست یافت.